# Romet 4E
Romet 4E – mikrosamochód o napędzie elektrycznym, produkowany przez chińską firmę Yogomo jako MA4E, w latach 2012–2013 montowany i oferowany przez firmę Arkus & Romet Group pod własną marką.

## Opis modelu

### Prototypy
W październiku 2010 roku podczas targów motocyklowych Intermot 2010, które odbyły się w Kolonii w Niemczech, zaprezentowano opracowany przez firmę Arkus & Romet Group prototyp dwuosobowego mikrosamochodu z silnikiem elektrycznym. Nowy model miał stanowić w ofercie producenta alternatywę dla pojazdów jednośladowych, a do kierowania nim wystarczą te same uprawnienia co w przypadku motorowerów.
Do napędu pojazdu zastosowano dwa bezszczotkowe silniki elektryczne (BLDC), każdy o mocy 2 kW (2,72 KM) i napięciu 60 V lub 72 V. Energia niezbędna do pracy jednostek napędowych, magazynowana jest w akumulatorach kwasowo-ołowiowych lub litowo-jonowych o pojemności 10 kWh. Przy pełnym naładowaniu baterii maksymalny zasięg wynosi 100 km. Prototypowy Romet 4E mógł osiągnąć prędkość maksymalną 45 km/h.
Początkowo rozpoczęcie produkcji seryjnej planowano w 2011 roku w zakładzie produkcyjnym znajdującym się we wsi Podgrodzie. Drugi prototyp, różniącą się od pierwszej wersji stylizacją nadwozia przedstawiono w listopadzie 2011 roku podczas targów Eicma w Mediolanie. Polska premiera miała miejsce w marcu 2012 roku podczas IV Ogólnopolskiej Wystawy Motocykli i Skuterów w Warszawie. Do napędu przewidziano silnik elektryczny o mocy 4 kW (5,4 KM) lub w odmianie L7e o mocy 7,5 kW (10,2 KM).

### Model seryjny
Sprzedaż modelu Romet 4E rozpoczęto w 2012 roku. Wersja seryjna nie bazuje na rozwiązaniach egzemplarzy prototypowych, lecz jest odmianą, montowanego w Polsce 5-drzwiowego chińskiego mikrosamochodu o napędzie elektrycznym Yogomo MA4E. Wersja seryjna napędzana jest przez bezszczotkowy silnik elektryczny o mocy maksymalnej 5 kW (6,8 KM) i napięciu 72V, który przekazuje moc na koła tylne. Konfiguracja układu napędowego pozwala na osiągnięcie prędkości maksymalnej 62 km/h. Energia niezbędna do zasilania silnika magazynowana jest w 9 akumulatorach kwasowo-ołowiowych, każdy o pojemności 150 Ah i napięciu 8V. Maksymalny zasięg wynosi 90 km, jednak można go wydłużyć do 180 km poprzez włączenie trybu jazdy oszczędnej ograniczającego prędkość maksymalną do 42 km/h. W układzie jezdnym zastosowano kolumny MacPhersona z przodu oraz tylną belkę skrętną opartą na wahaczach wzdłużnych. W Romecie 4E zastosowano dwuobwodowy hydrauliczny układ hamulcowy, z tarczami hamulcowymi z przodu oraz bębnami na osi tylnej. Nazwa modelu pochodzi od angielskich słów electric, economic, ecologic, easy (elektryczny, ekonomiczny, ekologiczny, łatwy).